# Неймарк, Михаил Аркадьевич
Михаил Аркадьевич Неймарк (9 сентября 1927, Ростов-на-Дону — 4 ноября 2020) — советский и российский скульптор.

## Биография
Михаил Неймарк родился 9 сентября 1927 года в Ростове-на-Дону в семье дипломата. В 1947 году поступил в Московское высшее художественно-промышленное училище (бывшее Строгановское), где учился у Г. И. Мотовилова. После окончания училища в 1954 году поступил в аспирантуру к Г. И. Мотовилову и Г. А. Шульцу. Окончил аспирантуру в 1957 году.
С 1956 по 1985 год принимал участие в московских, республиканских, всесоюзных и зарубежных выставках. В 1956 году вступил в Союз художников СССР. С 1993 года — член секции скульптуры МСХ и ОМС. Работал преимущественно в жанре станковой скульптуры.
Жил в Москве по адресу: Большой Девятинский переулок, 6. Умер 4 ноября 2020 года.
Работы Михаила Неймарка находятся в собраниях Государственной Третьяковской галереи, Государственного Русского музея и других музеев России.

## Работы
Станковая скульптура
- «Бабка с козой» (1969, дерево)[3]
- «Портрет отца» (1970, дерево)[3]
- «Каноэ» (1971, металл)[3]
- «Кутузов» (1972, металл)[3]
- «Цветы с юга» (1974, дерево)[3]
- «Политрук» (1975, металл)[3]
- «Торговка рыбой» (1976, керамика)[3]

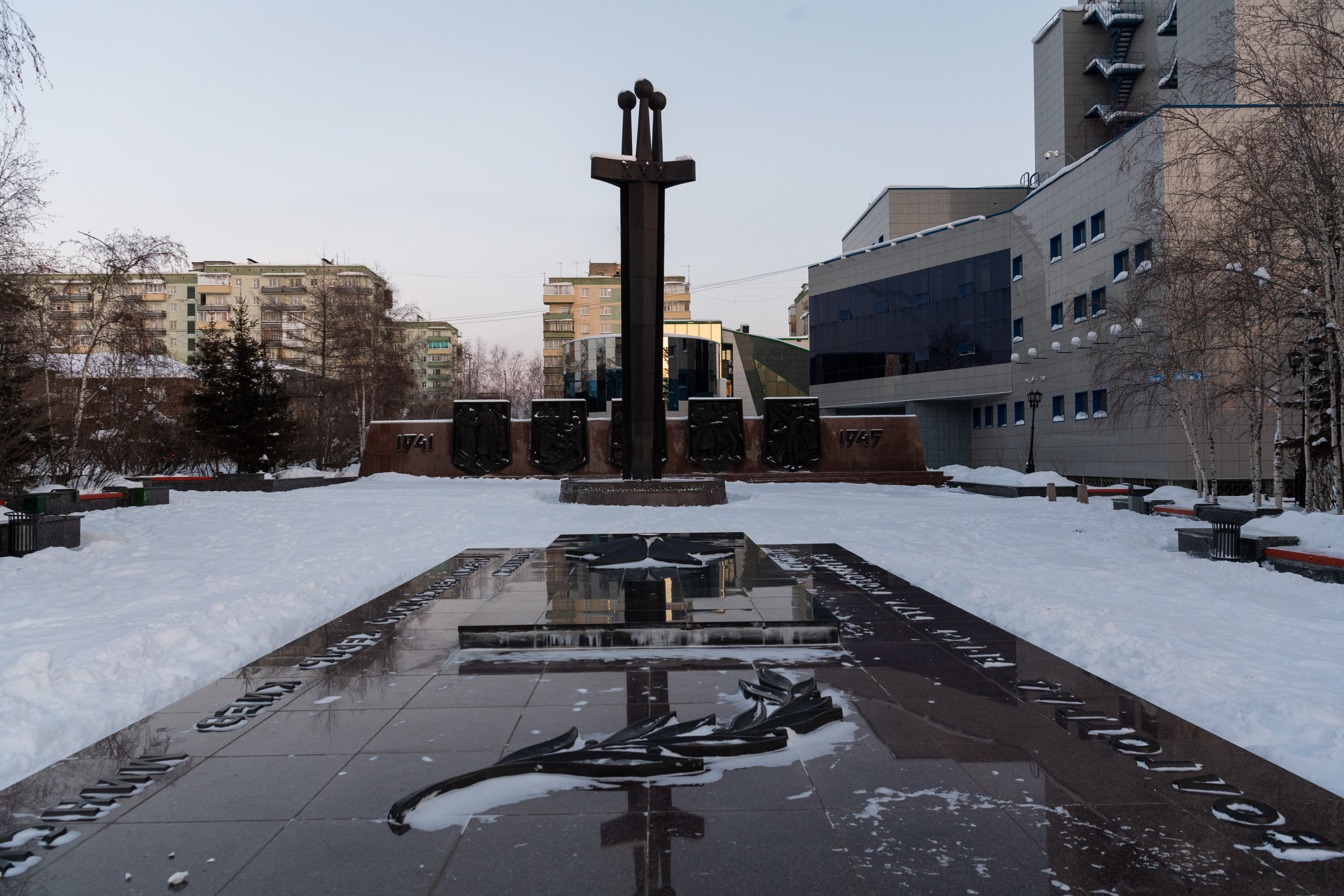
Мемориальный комплекс «30-летие Победы». Мирный, Якутия.

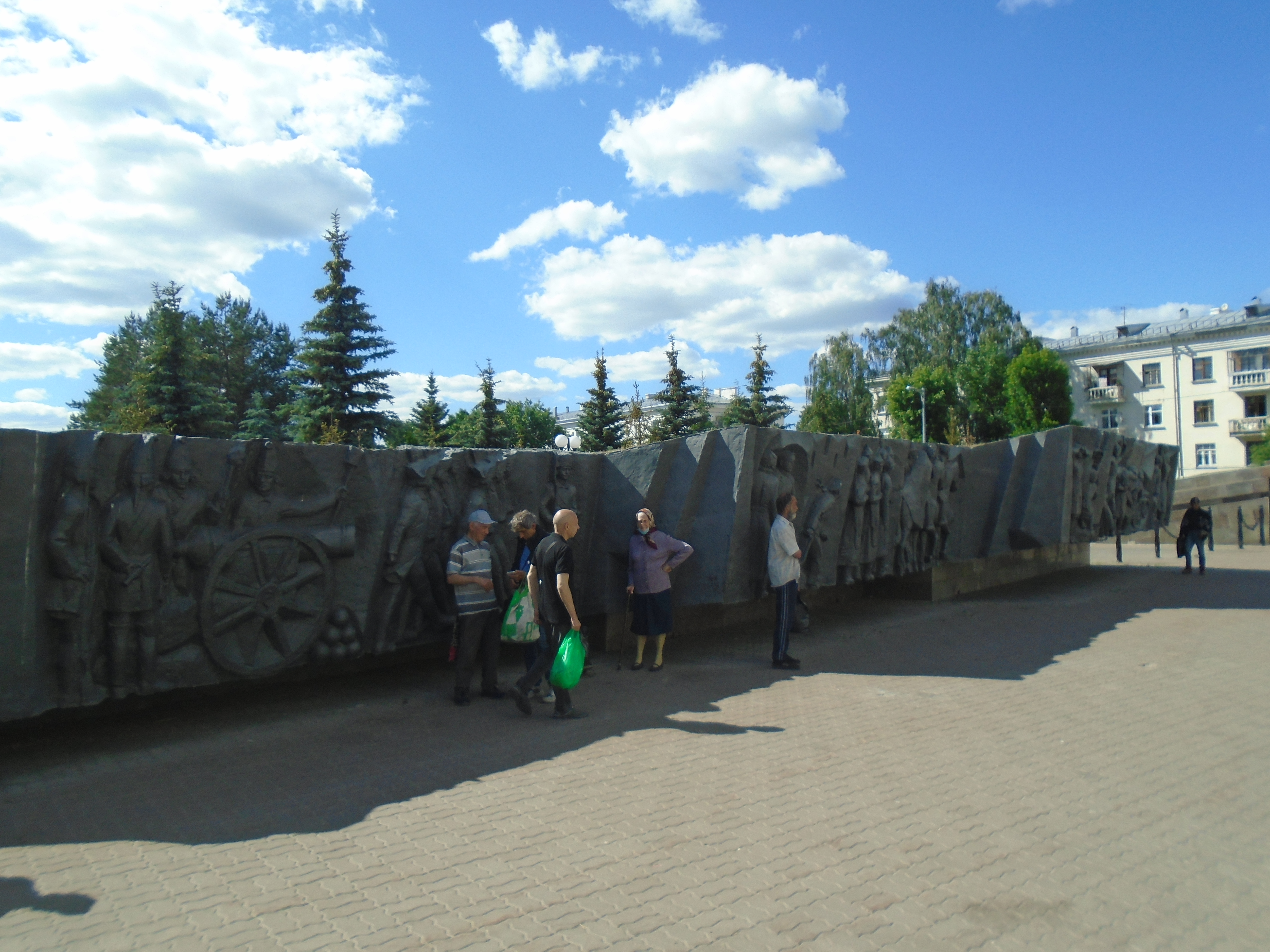
Монументальная композиция, посвященная 200-летию Казанского порохового завода

- «Портрет Акопяна» (1976, керамика)[3]
- «Рыбаки с лодкой» (1977, дерево)[3]
- «Воспоминание» (1978, известняк)[3]
- «Художница Мещерякова с сыном» (1979, дерево)[3]
- «Встреча» (1979, дерево)[3]
- «9 мая» (1979, дерево)[3]
- «Мама» (1979, шамот)[3]

Монументальная скульптура
- Мемориальная доска Михаилу Белоусову (1973, бронза, камень) — Никитский бульвар, д. 9, Москва[1]
- Памятник 30-летию Победы в Великой Отечественной войне (1975, латунь; в соавторстве со скульптором В. Фроловым и архитектором Е. Ермолаевым) — Мирный, Якутия[1]
- Монументальная композиция (барельеф), посвященная 200-летию Казанского казённого порохового завода (1986, бронза) — Татарстан[1]
- Памятник «Великое стояние на Угре» (1988, бетон, мрамор; в соавторстве со скульптором В. Фроловым и архитектором Е. Киреевым) — 176-й километр федеральной автомагистрали «М-3», Калужская область[1]
- Памятник художнице Раисе Малиновской (1998) — Введенское кладбище, Москва[1]
- Памятник Народному артисту РСФСР дирижёру Николаю Калинину (2005, бронза) — Ваганьковское кладбище, Москва[1]